# Степная Репьёвка
Степная Репьёвка — деревня в Цильнинском районе, Ульяновской области. Входит в Большенагаткинское сельское поселение. Расположена в 45 км от областного центра Ульяновск, на реке Бирюч. 

## История
Симберянин Афанасий Григорьевич Репьёв (по его фамилии названо село)  получил землю в 1675 году, но сам тут не селился и крестьян на эту землю не перевозил.
В 1765 году премьер-майор Пётр Борисович Бестужев тайно поселил на этой земле крестьян, для скотоводства (3 двора). О поселении Бестужев объявил лишь в 1766 году, во время Генерального межевания. Назвал две деревни: Новая Бестужевка и Петровка.
В 1785 году П. Б. Бестужев перевозит сюда своих крестьян 118 человек (25 дворов).
В 1801 году помещик Николай Степанович Кротков (из села Нагаткино) подал жалобу в Сенат, оспаривая законность владения землей Бестужевым. Сенат решил спор в пользу Бестужева.   
В 1851 году братья Пётр и Николай Борисовичи Бестужевы перевели крестьян из д. Репьёвки на свой участок, в 30 дворов (141 муж. и 146 жен.), поселили их на р. Бирюч; при впадении в него речки Красной Елшанки, против д. Васильевской Слободы и назвали новую деревню "Овражки".
В 1859 году деревня Новая Репьёвка (Бестужевка), в 47 дворах жило 430 человека. Заводов 2: конный и паташный. 
В 1897 году в деревне Репьёвка (Петровка, Новая Бестужевка) в 83 дворах жило 534 жителя.
На 1903 год в селе уже 83 двора (262 муж. и 272 жен.). 
В 1913 году в деревне Репьёвка при реке Бирюч, в 121 дворе жило 994 человека. При деревне был посёлок, в котором в 35 дворах жило: 121 муж. и 126 жен..  
В 1927 году д. Репьёвка входила в состав Норовского с/с Ульяновского уезда.
С 1929 года начинается создание колхоза. За деревней окончательно закрепилось название Степная Репьёвка.
| Мероприятия реорганизации |
| --- |
| 1929 г. — Сельскохозяйственная артель (колхоз) "Путь к коммунизму", Норовского сельского Совета, с.Степная Репьёвка, Телешовского района, Ульяновского округа, Средне-Волжская области.                                                                                 |
| 1930-1934 гг. — Сельскохозяйственная артель (колхоз) "Путь к коммунизму", Норовского сельского Совета, с.Степная Репьёвка, Ульяновского района, Средневолжского края.                                                                                                   |
| 1935 г. — Сельскохозяйственная артель (колхоз) "Путь к коммунизму", Норовского сельского Совета, с.Степная Репьёвка, Богдашкинского района, Куйбышевского края. |
| 1936-1943 гг. — Сельскохозяйственная артель (колхоз) "Путь к коммунизму", Норовского сельского Совета, с.Степная Репьёвка, Богдашкинского района, Куйбышевской области.                                                                                                 |
| 1943-1962 гг. — Сельскохозяйственная артель (колхоз) "Путь к коммунизму", Норовского сельского Совета, с.Степная Репьёвка, Богдашкинского района, Ульяновской области. В 1959 г. — в составе колхоза "Путь к коммунизму" вошли колхозы: "Память Кирова", "Путь Ленина". |
| 1962-1965 гг. — Сельскохозяйственная артель (колхоз) "Путь к коммунизму", Норовского сельского Совета, с.Степная Репьёвка, Ульяновского (сельского) района, Ульяновской области.                                                                                        |
| январь-ноябрь 1965 г. — Сельскохозяйственная артель (колхоз) "Путь к коммунизму", Норовского сельского Совета, с.Степная Репьёвка, Ульяновского района, Ульяновской области.                                                                                            |

С ноября 1965 г. — колхоз "Путь к коммунизму" Норовского сельского Совета с.Степная Репьёвка, Цильнинского района, Ульяновской области.
В 2005 году деревня вошла в состав Большенагаткинского сельского поселения.

## Население
| 2010 |
| ---- |
| 574  |

## Достопримечательности
- Обелиск с мемориальной доской с именами героев погибших в Великой Отечественной войне (1965)[8].

## Транспорт
Через реку Бирюч бетонный мост в село Норовка. До села Большое Нагаткино проложена двух полосная асфальтированная дорога (состояние дороги на 10.11.2015 — хорошее)